# Aníbal (película)
Aníbal (en italiano: Annibale) es una película italiana de aventuras históricas, un péplum, de 1959 basada en la vida de Aníbal, protagonizada por Victor Mature en el papel principal. La película fue dirigida por Edgar G. Ulmer y Carlo Ludovico Bragaglia. Marca el estreno de la pareja cinematográfica de Terence Hill y Bud Spencer con sus nombres reales. Sin embargo, sólo aparecen en papeles secundarios y no tienen escenas en común.

## Argumento
La película comienza con la audiencia en el Senado romano sobre Aníbal (Victor Mature) cruzando los Alpes con sus hombres y muchos elefantes. El cruce es difícil, y muchos hombres mueren en el camino, pero logran pasar, en parte porque Hannibal forma una alianza con un jefe local.
Las tropas de Aníbal capturan a Silvia, sobrina del senador romano Quinto Fabio Máximo, y ella y Aníbal se enamoran. Algunas de las tropas de Aníbal se oponen al encuentro y se realiza un atentado fallido contra la vida de Silvia. Aníbal también pierde un ojo enfermo.
A pesar de las advertencias de Quinto Fabio, que sugiere evitar la batalla y emprender una campaña de agotamiento, se toma la decisión de luchar contra Aníbal al aire libre. La consecuencia es una derrota romana masiva en la batalla de Cannas.
Quinto Fabio es llamado a liderar el ejército romano y el impulso de la campaña de Aníbal comienza a decaer. Su esposa y su hijo llegan de Cartago. Silvia regresa a Roma y se suicida. Un epílogo nos informa que Aníbal siguió luchando durante muchos años más en otras tierras.

## Reparto
- Victor Mature como Aníbal
- Gabriele Ferzetti como Quinto Fabio Máximo
- Rita Gam como Silvia
- Milly Vitale como Danila
- Rik Battaglia como Asdrúbal
- Franco Silva como Maharbal
- Terence Hill como Quintilio (acreditado con su nombre real, Mario Girotti)
- Mirko Ellis como Mago
- Andrea Aureli como Cayo Terencio Varrón
- Andrea Fantasia como el cónsul Lucio Emilio Paulo
- Bud Spencer como Rutario (acreditado con su nombre real, Carlo Pedersoli)
- Renzo Cesana
- Mario Pisu
- Enzo Fiermonte

## Producción
Aunque fue una producción italiana, la película fue financiada principalmente por el estudio estadounidense Warner Brothers.
En marzo de 1959 Victor Mature firmó para realizar la película con Liber Films de Roma. En octubre de 1959 tuvo lugar el rodaje con un presupuesto informado de 2,5 millones de dólares.  El representante estadounidense nombrado para el proyecto fue Edgar Ulmer.
En la película los únicos actores de habla inglesa fueron Victor Mature y Rita Gam. El resto de los actores eran italianos y rodaron en su idioma siendo sus líneas dobladas al inglés. La película contó con aproximadamente 20.000 extras.
Originalmente, la película estaba destinada a ser un relato más personal de la vida de Aníbal, pero el estudio presionó a los realizadores para que desarrollaran una película histórica más estándar. La película fue dirigida por Edgar G. Ulmer, aunque IMDb incluye a Carlo Ludovico Bragaglia como codirector. La película se estrenó en cines en Estados Unidos el 18 de junio de 1960.
La película existió en dos versiones, una versión de 95 minutos lanzada en países europeos que no hablan inglés y una versión de 103 minutos lanzada en los EE. UU. y otros territorios de habla inglesa. El lema de la película era "¡Salta! ¡Espera! ¡Aquí viene el vengador Hannibal y su enloquecido ejército de elefantes!"  La música de la película fue compuesta por Carlo Rustichelli.

## Estreno
Aníbal fue estrenada en Italia el 21 de diciembre de 1959 y en Estados Unidos el 18 de junio de 1960.

## Lanzamiento de DVD
La película fue lanzada en DVD en Estados Unidos el 19 de octubre de 2004. El DVD incluye formato 16:9, una entrevista de 33 minutos con Edgar G. Ulmer, una galería de fotografías y carteles, el avance teatral y biografías del elenco y el equipo. El DVD no contiene subtítulos.